# XIII. Benedek pápa
 Ez a szócikk a római pápáról szól. Nem tévesztendő össze XIII. Benedek avignoni ellenpápával!
Pietro Francesco Orsini (Nápolyi Királyság, Gravina di Puglia, 1649. február 2. – Pápai állam, Róma, 1730. február 21.) későbbi nevén Vincenzo Maria Orsini a Domonkos-rend tagja, később beneventói bíboros érsek, majd 1724-től haláláig XIII. Benedek (latinul Benedictus XIII) néven a 245. római pápa volt.

## Élete
Az Orsini-család sarja, a Domonkos-szerzet kiváló tagja volt, 1672-től bíbornok. Pápává 1724. május 29-én választották. Mivel nem volt érzéke az uralkodáshoz, pápaságának idején a tényleges hatalom Niccolò Coscia bíboros kezébe került, aki pénzügyi válságba sodorta a Pápai Államot. XIII. Benedek többeket a szentek sorába avatott, köztük Gonzaga Alajost, Kostka Szaniszlót, Nepomuki Jánost. Benedek halála után népfelkelés robbant ki Coscia ellen.

## Művei
- Documenta Catholica Omnia (latin nyelven). Cooperatorum Veritatis Societas. (Hozzáférés: 2011. december 6.)